# Condado de Rabun
El condado de Rabun (en inglés, Rabun County) es un condado del estado de Georgia, Estados Unidos. Tiene una población estimada, a mediados de 2021, de 17 119 habitantes.
La sede del condado es Clayton. El nombre del condado es en homenaje a William Rabun, que fue gobernador de Georgia desde su elección, en 1817, hasta su muerte, en 1819.

## Geografía
Según la Oficina del Censo, el condado tiene un área total de 977 km², de la cual 959 km² son tierra y 18 km² son agua.

### Condados adyacentes
- Condado de Macon (Carolina del Norte) - norte
- Condado de Oconee (Carolina del Sur) - este
- Condado de Habersham - sur
- Condado de Towns - oeste
- Condado de Clay (Carolina del Norte) - noroeste

## Demografía

### Censo de 2020
Según el censo de 2020, en ese momento el condado tenía 16 883 habitantes y 7313 hogares. La densidad de población era de 18 hab./km². Había 11 970 viviendas, lo que implica una densidad de 12.5 por km².
| Raza                   | Núm.   | Porc.  |
| ---------------------- | ------ | ------ |
| Blancos                | 15 033 | 89.04% |
| Afroamericanos         | 114    | 0.68%  |
| Amerindios             | 70     | 0.42%  |
| Asiáticos              | 63     | 0.37%  |
| Isleños del Pacífico   | 1      | 0.01%  |
| Otras razas            | 515    | 3.05%  |
| De una mezcla de razas | 1087   | 6.44%  |

Del total de la población, el 8.60% eran hispanos o latinos de cualquier raza.

### Censo de 2000
Según el censo de 2000,en ese momento había 15 050 personas, 2909 hogares y 1972 familias en el condado. La densidad de población era de 7 hab./km². Había 3402 viviendas con una densidad media de 3 viviendas/km². El 38.94% de los habitantes eran blancos, el 59.47% afroamericanos, el 0.35% amerindios, el 0.18% asiáticos, el 0.12% isleños del Pacífico, el 0.51% de otras razas y el 0.44% eran de una mezcla de razas. El 1.18% de la población eran hispanos o latinos de cualquier raza.
Los ingresos medios de los hogares del condado eran de $22 004, y los ingresos medios de las familias eran de $30 278. Los hombres tenían ingresos medios por $27 033 frente a los $20 394 que percibían las mujeres. Los ingresos per cápita para el condado eran de $11 809. Alrededor del 27.70% de la población estaba por debajo del umbral de pobreza.

## Transporte

### Principales carreteras
- U.S. Route 27
- U.S. Route 82
- SR 41
- SR 216
- SR 266

## Principales localidades
- Clayton
- Dillard
- Mountain City
- Sky Valley
- Tallulah Falls
- Tiger
- Pine Mountain